# Златиборска пршута
Златиборска пршута (позната и као ужичка пршута) је један од националних специјалитета златиборског краја.
Најчувеније по производњи ове пршуте је златиборско село Мачкат.
Најпознатије су двије врсте пршуте: свињска и говеђа. У посљедњих 13 година у част овог производа организује се традиционална манифестација под називом "Пршутијада" на којој произвођачи из овог краја стручном жирију и туристима приказују своје производе који су ове године и добили заштитни знак и постали један од „брендова“ овог краја. Клима и начин производње чине овај производ специфичним за овај крај тако да и „Пршутијада“ из године у годину има све више посетилаца.
Специфичност прављења пршуте огледа се у константном ложењу тихе ватре у сушари ( Пушница ) и постизање димљења, али и незобилазног коришћење мраза као саставног дела у сушењу пршуте.

## Пршутијада
Пршутијада се одржава у селу Мачкат које је традиционално Златиборско село познато по сувомеснатим производима где се поред говеђе и свињске пршуте праве и: ужичка кобасица, чварци, кавурма, као и стеља - пршута од овчијег меса интезивног укуса и мириса погодна за конзумирање уз алокохолна пића.